# Inna (álbum)
Inna es el cuarto y homónimo álbum de estudio grabado por la cantante rumana Inna. Fue lanzado el 30 de octubre de 2015 por Warner Music, mientras que una versión japonesa del disco titulada Body and the Sun estuvo disponible el 23 de julio de 2015 por Roton y Empire Music. La cantante colaboró con varios productores en el álbum, incluyendo The Monsters and the Strangerz, Axident, Play & Win y Thomas Troelsen. El disco incluye múltiples géneros, como dance-pop, deep house, electro house, electropop y música latina.
Inicialmente, el título del álbum iba a ser Latinna, y también incluye sencillos promocionales que, en un principio, iban a ser destinados al EP cancelado, Summer Days. Inna y Body and the Sun fueron apoyados por varias giras por Europa y Japón. También se lanzaron siete sencillos para el disco, entre ellos, «Cola Song» (2014) que tuvo éxito en Europa y fue certificado platino en España y «Diggy Down» (2014), que se convirtió en el tercer sencillo número uno de Inna en Rumania. Comercialmente, el álbum tuvo éxito menor en las listas, alcanzando el número 157 en Japón y el número 45 en México.

## Antecedentes y lanzamiento
| «[Inna es] sobre mi y mis fans, Se trata de la energía que tenemos juntos. Es tan sorprendente cuando ves a mucha gente cantar tus canciones y bailar con tu música, que te inspiras tanto para volver al estudio y escribir sobre eso.»——Inna hablando de Inna. |

Inna insinuó por primera vez el lanzamiento de nueva música al subir una vista previa de canciones inéditas en su canal YouTube el 18 de octubre de 2014; el video incluía muestras de «Bamboreea», «Jungle», «We Wanna», «Rendez Vous», «Danse avec moi» y «Hola». El álbum fue originalmente planeado para ser nombrado Latinna (estilizado como LatINNA). En una entrevista con Direct Lyrics en abril de 2014, la cantante dijo que el título aludía sobre «sentirse Latinna» (Latina) y su notable éxito en los territorios de habla hispana. El título del álbum se cambió a «Inna» ya que la artista «[sentía] que era un título más apropiado». La cantante también declaró que «un montón de [ella], [su] energía y su naturaleza se encuentran representadas en el disco», confesando además que su canción favorita en él era «Fool Me». El disco incluye «Take Me Higher», «Low», «Devil's Paradise», «Tell Me», «Body and the Sun» y «Summer Days», que se lanzaron como sencillos promocionales en 2014 para el cancelado EP Summer Days. Inna grabó el álbum en un año en varias ciudades, como Barcelona, Ibiza, Los Ángeles y Copenhague.
Inna fue lanzado mundialmente el 30 de octubre de 2015 por Warner Music, y estuvo disponible en Turquía en formatos digital y físico el 6 de noviembre de 2015 y el 29 de abril de 2016, respectivamente, a través de Yeni Dünya Müzik. Una versión digital y física también fueron lanzadas en México el 11 de marzo y el 25 de marzo de 2016, respectivamente, por Warner. Una edición japonesa del disco, titulada Body and the Sun, se lanzó digitalmente por primera vez el 23 de julio de 2015 por Roton y Empire Music. Posteriormente, fue puesto a disposición en Japón en formato digital y en CD por Warner Music el 31 de julio de 2015 y el 5 de agosto de 2015, respectivamente. Pure Charts llamó «caótico» al proceso de lanzamiento del álbum. En una entrevista, Inna dijo que decidió con su equipo hacer una versión especial japonesa, ya que Japón fue seleccionado como el primer país para el lanzamiento del álbum. Ellos también observaron las reacciones de los fanes al armar su lista de canciones.

## Promoción y composición

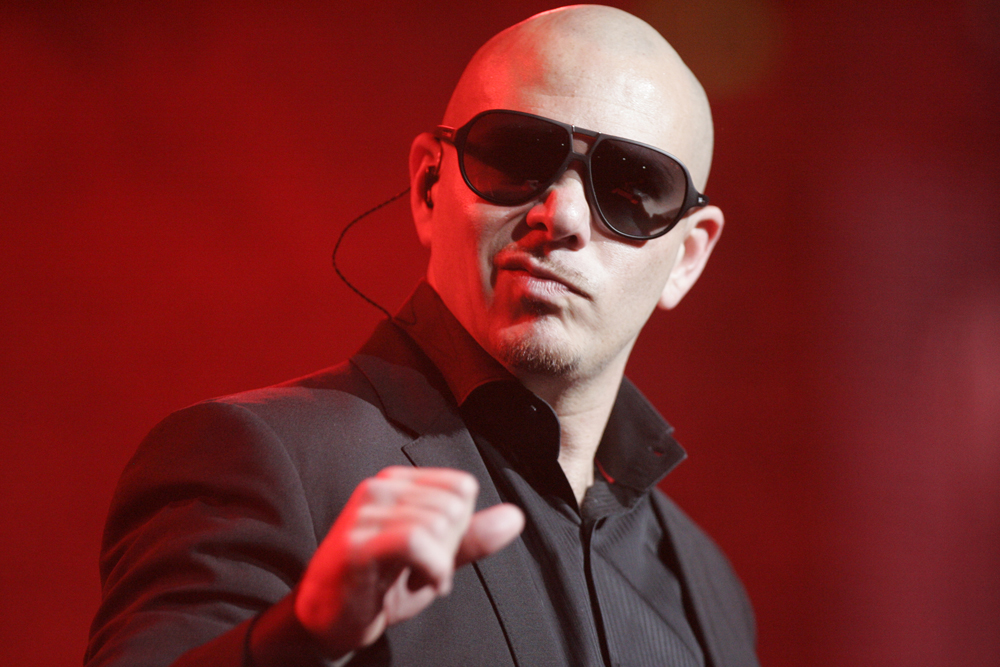
El rapero estadounidense Pitbull (en la imagen) es uno de los artistas invitados dentro del álbum.

El álbum fue apoyado por varias giras de conciertos en Europa y Japón. También fue la segunda visita de la cantante a Japón después de un concierto en marzo de 2013. El primer sencillo del disco, «Cola Song» (2014), contó con la participación del intérprete colombiano de reguetón J Balvin Siendo una pista de electro house, música electrónica y latina, «Cola Song» incluyó elementos de saxofón y trompa natural en su composición. Comercialmente, la pista logró éxito en toda Europa y recibió la certificación de platino por PROMUSICAE tras haber vendido 40.000 copias en España. El segundo sencillo, «Good Time», contó con la colaboración del rapero estadounidense Pitbull. Es una pista dance-pop, con trompetas y letras simples que fueron etiquetadas como «alegres y entusiastas». Los dos sencillos mencionados también se encuentran en la edición completa de Inna, estrenada en 2020 a través de SoundCloud.
«Diggy Down» (2014) fue lanzado como el tercer sencillo del disco, con elementos de la canción de Marian Hill «Got It» (2015). Musicalmente, es una canción dance-pop con influencias del R&B. La pista alcanzó el puesto número uno en el Airplay 100 de Rumania, convirtiéndose en el tercer éxito número uno de la cantante en su país después de «Hot» (2008) y «Amazing» (2009). También ganó en la categoría «Mejor Canción Dance» en los Media Music Awards. Después que «We Wanna» con Alexandra Stan y Daddy Yankee fuera incluida en ciertas versiones de Inna, «Bop Bop» fue lanzado como el quinto sencillo. Es una canción dance-pop que cuenta con la colaboración del cantante estadounidense Eric Turner, y alcanzó el puesto número dos en Rumania. Los últimos sencillos del álbum, «Yalla» (2015) y «Rendez Vous» (2016), fueron éxitos moderados en el país de Inna. «Yalla» es una canción dance-pop cantada en inglés y parcialmente en árabe, mientras que «Rendez Vous» contiene elementos de la canción de Mr. President «Coco Jamboo» (1996). «Take Me Higher» es una canción de pop y deep house, mientras que «Low» es una pista chill out sobre los momentos íntimos de la cantante con su pretendiente que muestra sus habilidades vocales. Otra canción del cancelado EP Summer Days, «Devil's Paradise», es una balada con ritmos de synthpop e influencias electrónicas que trata sobre su «último placer con su nuevo hombre», mientras que «Body and the Sun» es una canción electropop y deep house escrita basándose en el pensamiento de Inna sobre «perder el cuerpo de su hombre».

## Lista de canciones
Créditos adaptados de las notas de Inna y Body and the Sun
| Inna – Edición estándar |                                         | |                                |          |  |
| N.º                     | Título                                  | Escritor(es) | Productor(es)                  | Duración |  |
| 1.                      | «Heart Drop»                            | Marcus Lomax Jordan Johnson Stefan Johnson Clarence Coffee Scott Gold Whitney Phillips Erin Beck Marcel Botezan Radu Bolfea Sebastian Barac | The Monsters and the Strangerz | 3:01     |  |
| 2.                      | «Bamboreea» (con J-Son)                 | Breyan Issac Corey Chorus Sebastian Barac Marcel Botezan Andreas Schuller                                                                   | Axident                        | 3:30     |  |
| 3.                      | «Bad Boys»                              | Marcel Botezan Sebastian Barac Theea Miculescu                                                                                              | Play & Win                     | 2:46     |  |
| 4.                      | «Too Sexy»                              | Andreas Schuller Sebastian Barac Radu Bolfea Corey Gibson Christopher Fairbrass Richard Fairbrass Robert Manzoli Breyan Isaac Remee Jackman | Axident                        | 3:17     |  |
| 5.                      | «Bop Bop» (con Eric Turner)             | Thomas Troelsen Marcel Botezan Sebastian Barac Carl Bjorsell J-Son Eric Turner                                                              | Thomas Troelsen                | 3:25     |  |
| 6.                      | «Rendez Vous»                           | Thomas Troelsen Andreas Schuller Kai Matthiesen Delroy Rennals Ilsey Juber Rainer Gaffrey                                                   | Thomas Troelsen Axident        | 3:08     |  |
| 7.                      | «Yalla»                                 | Marcel Botezan Sebastian Barac Nadir Tamuz Augustin Elena Alexandra Apostoleanu                                                             | Play & Win                     | 2:49     |  |
| 8.                      | «Walking on the Sun»                    | Marcel Botezan Sebastian Barac Thomas Troelsen                                                                                              | Marcel Botezan Sebastian Barac | 3:31     |  |
| 9.                      | «Fool Me»                               | Marcel Botezan Sebastian Barac Eric Turner                                                                                                  | Marcel Botezan Sebastian Barac | 3:15     |  |
| 10.                     | «Body and the Sun»                      | Andreas Schuller Thomas Troelsen Corey Gibson Sebastian Barac Radu Bolfea                                                                   | Axident Thomas Troelsen        | 3:28     |  |
| 11.                     | «Salinas Skies»                         | Andreas Schuller Wayne Hector | Axident                        | 3:42     |  |
| 12.                     | «Devil's Paradise»                      | Marcel Botezan Radu Bolfea Sebastian Barac Corey Gibson                                                                                     | Play & Win                     | 2:13     |  |
| 13.                     | «Diggy Down» (con Marian Hill)          | Marcel Botezan Radu Bolfea Sebastian Barac Ilsey Juber Marian Hill Vlad Lucan                                                               | Vlad Lucan                     | 3:11     |  |
| 14.                     | «Low»                                   | Marcel Botezan Radu Bolfea Sebastian Barac Georgia Overton Erin Beck                                                                        | Play & Win                     | 3:41     |  |
| 15.                     | «Tell Me»                               | Marcel Botezan Radu Bolfea Sebastian Barac Corey Chorus Breyan Isaac                                                                        | Play & Win                     | 3:26     |  |
| 16.                     | «Diggy Down» (Versión de piano)         | Marcel Botezan Radu Bolfea Sebastian Barac Ilsey Juber Marian Hill Vlad Lucan                                                               | Vlad Lucan                     | 2:48     |  |
| 17.                     | «Sun Goes Up»                           | Marcel Botezan Sebastian Barac Thomas Troelsen Elena Alexandra Apostoleanu                                                                  | Marcel Botezan Sebastian Barac | 3:31     |  |
| 18.                     | «Summer in December» (Morandi con Inna) | Marius Moga Andrei Ştefan | Morandi                        | 3:16     |  |
| Duración total: 48:39   |                                         | |                                |          |  |

| Ediciones turca y polaca |                                                |                                                             |                         |          |  |
| N.º                      | Título                                         | Escritor(es)                                                | Productor(es)           | Duración |  |
| 19.                      | «We Wanna» (con Alexandra Stan y Daddy Yankee) | Andreas Schuller Jacob Luttrell Thomas Troelsen Ramon Ayala | Axident Thomas Troelsen | 3:52     |  |

| Edición mexicana |                                                       |              |               |          |  |
| N.º              | Título                                                | Escritor(es) | Productor(es) | Duración |  |
| 19.              | «We Wanna»                                            |              |               | 3:52     |  |
| 20.              | «Yalla» (Remezcla de A Turk)                          |              |               | 3:31     |  |
| 21.              | «Yalla» (Edición remezclada de Deepierro Offir Malol) |              |               | 3:15     |  |
| 22.              | «Yalla» (Remezcla de Dj Asher ScreeN)                 |              |               | 3:56     |  |

| Versión Body and the Sun |                                         |                                                                                                 |                      |          |  |
| N.º                      | Título                                  | Escritor(es)                                                                                    | Productor(es)        | Duración |  |
| 1.                       | «Too Sexy»                              |                                                                                                 |                      | 3:17     |  |
| 2.                       | «Bop Bop» (con Eric Turner)             |                                                                                                 |                      | 3:21     |  |
| 3.                       | «Rendez Vous»                           |                                                                                                 |                      | 3:09     |  |
| 4.                       | «Cola Song» (con J Balvin)              | Breyan Isaac Andrew Frampton Andreas Schuller José Álvaro Osorio Balvín Thomas Joseph Rozdilsky | TJR Axident J Balvin | 3:18     |  |
| 5.                       | «Yalla»                                 |                                                                                                 |                      | 2:51     |  |
| 6.                       | «Walking on the Sun»                    |                                                                                                 |                      | 3:31     |  |
| 7.                       | «Fool Me»                               |                                                                                                 |                      | 3:33     |  |
| 8.                       | «Body and the Sun»                      |                                                                                                 |                      | 3:29     |  |
| 9.                       | «Salinas Skies»                         |                                                                                                 |                      | 3:44     |  |
| 10.                      | «Devil's Paradise»                      |                                                                                                 |                      | 2:13     |  |
| 11.                      | «Diggy Down» (con Marian Hill)          |                                                                                                 |                      | 3:10     |  |
| 12.                      | «Low»                                   |                                                                                                 |                      | 3:38     |  |
| 13.                      | «Tell Me»                               |                                                                                                 |                      | 3:26     |  |
| 14.                      | «Diggy Down» (Versión de piano)         |                                                                                                 |                      | 2:48     |  |
| 15.                      | «Sun Goes Up»                           |                                                                                                 |                      | 3:31     |  |
| 16.                      | «Take Me Higher»                        | Marcel Botezan Radu Bolfea Sebastian Barac                                                      | Play & Win           | 2:58     |  |
| 17.                      | «Good Time» (con Pitbull)               | Steve Mac Ina Wroldsen Armando C. Perez                                                         | Steve Mac            | 3:23     |  |
| 18.                      | «Summer in December» (Morandi con Inna) |                                                                                                 |                      | 3:16     |  |
| 19.                      | «Take Me Higher» (Remezcla de Embody)   |                                                                                                 |                      | 4:58     |  |
| Duración total: 57:28    |                                         |                                                                                                 |                      |          |  |

| Edición Completa 2020   |                            |          |  |
| N.º                     | Título                     | Duración |  |
| 7.                      | «Cola Song» (con J Balvin) | 3:18     |  |
| 18.                     | «Take Me Higher»           | 2:58     |  |
| 19.                     | «Good Time» (con Pitbull)  | 3:23     |  |
| 21.                     | «Summer Days»              | 3:49     |  |
| Duración total: 1:11:35 |                            |          |  |

Créditos
- «Too Sexy» contiene elementos de la canción de Right Said Fred «I'm Too Sexy» escrita por Fred Fairbrass, Richard Fairbrass y Rob Manzoli, y producida por TommyD.
- «Rendez Vous» contiene elementos de la canción de Mr. President «Coco Jamboo» escrita por Kai Matthiesen, Delroy Rennalls y Rainer Gaffrey, y producida por Matthiesen and Gaffrey.

## Posicionamiento en listas
El álbum experimentó éxito comercial menor en las listas. En Japón, la versión Body and the Sun alcanzó el puesto número 157 en el Oricon Albums Chart el 17 de agosto de 2015, donde pasó dos semanas. Se convirtió en el álbum menos exitoso de la cantante en el país, habiendo vendido aproximadamente 760 copias en Japón a partir de agosto de 2015. Inna alcanzó su punto máximo en la posición 45 en la lista AMPROFON de México en la semana del 24 de marzo de 2016.
| Body and the Sun | Japón  | Oricon   | 157 |
| Inna             | México | AMPROFON | 45  |

## Historial de lanzamiento
| Región                   | Fecha                    | Formato                  | Discográfica             |                          |
| Versión Body and the Sun | Versión Body and the Sun | Versión Body and the Sun | Versión Body and the Sun | Versión Body and the Sun |
| ------------------------ | ------------------------ | ------------------------ | ------------------------ | ------------------------ |
| Mundo                    | 23 de julio de 2015      | Descarga digital         | Roton • Empire           |                          |
| Japón                    | 31 de julio de 2015      | Descarga digital         | Warner                   |                          |
| Japón                    | 5 de agosto de 2015      | CD                       | Warner                   |                          |
| Versión Inna             |                          |                          |                          |                          |
| Mundo                    | 30 de octubre de 2015    | Descarga digital         | Warner                   |                          |
| Turquía                  | 6 de noviembre de 2015   | Descarga digital         | Yeni Dünya               |                          |
| Turquía                  | 29 de abril de 2016      | CD                       | Yeni Dünya               |                          |
| México                   | 11 de marzo de 2016      | Descarga digital         | Warner                   |                          |
| México                   | 25 de marzo de 2016      | CD                       | Warner                   |                          |